# 許雲 (清朝)
許雲（？—？），字復旦，為中國清朝武官官員，本籍福建。許雲於1717年（康熙56年）前往台灣澎湖地區擔任澎湖水師協副將，翌年奉旨接替潘承家，於台灣地區擔任台灣水師協副將。而隸屬台灣鎮之下的此官職是台灣清治時期中的這階段，全台灣的海防軍事層級最高武將，其統帥三營兵力，約數千名水師兵勇。1721年，朱一貴事件爆發，他於戰鬥中陣亡，議敘騎都衛世職，准襲二次。
| 前任： 朱杰 | 澎湖水師協副將 1717年上任 | 繼任： 藍廷珍 |

| 前任： 潘承家 | 台灣水師協副將 1718年上任 | 繼任： 倪興 |